# Mansion of the Doomed
Mansion of the Doomed (títol als cinemes del Regne Unit: The Terror of Dr. Chaney; també coneguda com Massacre Mansion, Eyes, Eyes of Dr. Chaney i House of Blood) és un pel·lícula d'explotació de terror dirigida per Michael Pataki i protagonitzada per Richard Basehart i Gloria Grahame.
Tot i que no es va processar per obscenitat, la pel·lícula va ser confiscada i confiscada al Regne Unit. sota la Secció 3 de la Llei de Publicacions Obscenes de 1959 durant el pànic del video nasty.

## Trama
Nancy Chaney, la filla del cirurgià de Los Angeles Leonard Chaney, perd la vista després d'un violent accident de cotxe. Leonard està decidit a restaurar-li la vista, juntament amb l'ajuda de la seva ajudant, Katherine, primer experimentant amb la idea d'un trasplantament de còrnia animal. Aviat s'obsessiona amb la idea de fer un trasplantament complet d'ulls, malgrat la insistència de Katherine que destruiria el nervi òptic de Nancy.
Leonard droga un dels seus companys oftalmòleg, el Dr. Dan Bryan, i recull els seus ulls per Nancy. La cirurgia fracassa i en Leonard manté el Dan, ara sense ulls, tancat al soterrani. Mentrestant, Leonard continua buscant nous "donants potencials" d'ulls, recollint una autoestopista femenina a Sunset Boulevard, segrestant-la i portant-la a casa seva per collir-li els ulls i trasplantar-los a Nancy. Després d'un altre fracàs quirúrgic, Leonard comença a entrevistar dones amb l'aparença de sol·licitar una feina com a cuidadora de la seva filla.
A mesura que els trasplantaments continuen fracassant, Leonard acumula un grup de víctimes sense ulls que manté contingudes en una gran cel·la al seu soterrani. La Katherine, horroritzada per la creixent situació, suggereix a Leonard que els faci matar per misericòrdia per treure'ls de la seva misèria. A continuació, Leonard intenta segrestar una noia, prometent-la portar a Disneyland, però ella aconsegueix escapar.
Les víctimes de Leonard aviat van idear una manera de sortir de la seva cel·la i aconseguir escapar de la casa. Una és aturada per Leonard i Katherine, mentre que una altra dona fuig pel carrer, perseguida per Leonard. Ella demana ajuda a crits, però xoca amb el trànsit i és atropellada i assassinada per un motorista. El detectiu Simon comença a investigar la mort de la dona sense ulls i visita Leonard per obtenir la seva opinió professional sobre l'estat del cos de la dona, concretament la seva manca d'ulls. Leonard li diu a Simon que, tot i que és poc freqüent en persones més joves, es poden extirpar els ulls per diverses raons, que van des de la sífilis fins al càncer.
Després que Simon se'n va, Leonard entra al soterrani i promet a les seves víctimes que les restaurarà els ulls un cop la cirurgia de Nancy tingui èxit. Durant això, Dan arriba a través de les reixes de la gàbia i escanya Katherine fins a la mort. Leonard recull els ulls de la Katherine morta, els trasplanta a Nancy i enterra Katherine a la seva propietat. Miraculosament, els ulls de la Katherine trasplantada funcionen correctament i Nancy es desperta amb la visió restaurada. Ensopega a baix, on es troba amb la gàbia de "donants" del seu pare i s'horroritza pel que veu. Posteriorment, fingeix ser cega, el que provoca que el seu pare cregui que la cirurgia va ser un altre fracàs. Poc després, Nancy allibera les víctimes del seu pare de la seva cel·la, i l'Al, un dels "donants", treu els ulls a Leonard amb el dit abans que la resta dels captius fugin de casa del metge.

## Repartiment
- Richard Basehart - Dr. Leonard Chaney
- Gloria Grahame - Katherine
- Trish Stewart - Nancy Chaney
- Lance Henriksen - Dr. Dan Bryan
- Al Ferrara - Al
- JoJo D'Amore - Georgio
- Donna Andresen - Sylvia Porter
- Marilyn Joi - Miss Mathews
- Katherine Fitzpatrick - Víctima de l'ascensor
- Katherine Stewart - Autostopista
- Vic Tayback - Detectiu Simon
- Simmy Bow - Doctor de l'ambulància
- Arthur Space - Wino